# 来生かほ
来生 かほ（きすぎ かほ、2001年6月28日 - ）は、日本のグラビアアイドル、タレント。元ジュニアアイドル。

## 略歴
2016年2月にジュニアアイドルとしてデビュー。当時のスリーサイズはバスト75、ウエスト58、ヒップ78というスレンダー体型であった。ミリオン出版『URECCO』でモデルを務めたほか、Pigooスタジオなどで撮影会モデルを経験。しかしその後アクアス・エンターテインメントを退所し、芸能界を引退する。
2023年に入り、恵プロモーションに所属しグラビアアイドルとして活動を再開。バストサイズは92までサイズアップし、Hカップとなった。
2023年4月15日、ミスヤングチャンピオン2023候補者となる。同年7月3日週FANZA通販フロアランキングでは、再デビュー第2作『清純クロニクル/来生かほ』がAV作品を押しのけ初登場10位を記録。
2024年発売作品より来生単独のイメージビデオレーベル「ゆるふわレーベル」をスパイスビジュアル内に設立。2023年12月4日週FANZA通販フロアランキングにおいて、同レーベル第1弾作品となる『来生さんを困らせたい！/来生かほ』 が初登場10位を記録。
2024年2月開催の「TGIF Photo Session 週プレ賞 2024」でベスト30入り。同年3月には講談社のウェブサイト『ヤンマガWeb』のコーナー『君と僕とフェチと』にグラビア掲載された。
2024年3月1日には7代目ミス週刊実話WJガールズオーディションにエントリー。約4か月のエントリー審査では撮影会で圧倒的な人気を見せつけ、同年7月20日、ミス週刊実話WJガールズグランプリを受賞。
2024年4月8日週FANZA通販フロアランキングにて、『かほでエロゲーしよっ！/来生かほ』が初登場4位を記録。
同年7月15日週FANZA通販フロアランキングにて、『胸いっぱいのありがとう！～卒業作品～/来生かほ』が初登場10位を記録。
2025年1月1日、所属していた恵プロモーション退所を発表。活動は続ける。

## 人物
趣味はアニメ。特技はエレキギター、お菓子作り。復帰以降は童顔とギャップのある、まんまるバストが特徴的と記述されることが多い。
自身ではインドアであると述べている。 

## 作品

### イメージビデオ
- じゅーしぃーJC ～まっしろな14才のキミに～ 来生かほ（2016年2月19日、M.B.D. メディアブランド）
- 純粋少女JC ～中 学 生・14才のいもうと～ 来生かほ（2016年4月22日、M.B.D. メディアブランド）
- ほわいとくり～むJC 来生かほ（2016年6月17日、M.B.D. メディアブランド）
- 14才のおしえて 来生かほ（2016年8月19日、M.B.D. メディアブランド）
- 恋は発育中! 来生かほ（2016年10月21日、M.B.D. メディアブランド）
- じゅーしぃアイドルはHに発育中！～来生かほ6年ぶりに再デビュー～ 来生かほ（2023年5月31日、スパイスビジュアル）※再デビュー作
- 清純クロニクル/来生かほ（2023年8月30日、スパイスビジュアル）[6][18]
- みるきーぷるん!来生かほ（2023年10月25日、スパイスビジュアル）
- 来生さんを困らせたい!来生かほ（2024年1月31日、スパイスビジュアル）
- いもうとが胸ポチしすぎてるので指導してみた（2024年3月27日、スパイスビジュアル）
- かほでエロゲーしよっ！来生かほ（2024年5月29日、スパイスビジュアル）[19]
- 胸いっぱいのありがとう！〜卒業作品〜来生かほ（2024年8月28日、スパイスビジュアル）[20]

### 配信限定
- 来生かほ もっと教えて！かほちゃん（2023年7月10日、SmashTV.）
- 来生かほ かほのえちえちチャレンジ！（2023年11月29日、制作:SmashTV., 配信:GRAmov）